# Taeniacanthus kiemae
Taeniacanthus kiemae is een eenoogkreeftjessoort uit de familie van de Taeniacanthidae. De wetenschappelijke naam van de soort is voor het eerst geldig gepubliceerd in 2011 door Tang.